# Matinhas
Matinhas là một đô thị thuộc bang Paraíba, Brasil. Đô thị này có diện tích 38,123 km², dân số năm 2007 là 4178 người, mật độ 98,5 người/km².